# هايبر أو إس
هايبر أو إس (بالإنجليزية: HyperOS)‏ و(بالصينية: 澎湃OS تلفظ بِنجباي أو إس) هو نظام تشغيل مبني على أندرويد للهواتف الذكية و أجهزة الحاسب اللوحية و الساعات الذكية من تطوير الشركة المصنعة للإلكترونيات الصينية شاومي. يركز هذا النظام وبشكل كبير على تحسين الأداء وإصلاح الأخطاء التي كانت موجودة في إم آي يوه آي مع تغييرات على تصميمه.

## تطوير النظام
بدأ تطوير هايبر أو إس في عام 2017 كبديل لإم آي يوه آي وتم الكشف عنه في عام 2023، ثم بدأ إطلاق الإصدارات التجريبية منه لبعض الهواتف. اعتبارًا من عام 2024 تم إطلاق الإصدار المستقر وبدأت الشركة بنشره عبر التحديثات الهوائية للهواتف الداعمة له.

## وصلات خارجية
- الموقع الرسمي